# Maddie Corman
Madeleine Cornman (New York, 15 agosto 1970) è un'attrice statunitense.

## Carriera
Maddie iniziò la sua carriera d'attrice negli anni ottanta. Fece la sua prima apparizione televisiva in un episodio della ABC Afterschool Special nel 1985 accanto a Seth Green.
Lo stesso anno faceva parte del cast della commedia Sette minuti in Paradiso con Jennifer Connelly.
Nel 1987 Corman apparve nel film di John Hughes Un meraviglioso batticuore con Eric Stoltz, Mary Stuart Masterson, Lea Thompson, Elias Koteas, Craig Sheffer, Candace Cameron e Chynna Phillips. Maddie Corman interpretava la parte di 'Laura Nelson', l'irritante sorella combinaguai di Keith Nelson (Stoltz).
Seguì la commedia Le avventure di Ford Fairlane accanto a Priscilla Presley,  Lauren Holly e Gilbert Gottfried (1990).
L'attrice ha anche preso parte a diverse famose serie televisive come Law & Order - I due volti della giustizia, Caro presidente, All-American Girl, dove recitava la parte di Ruthie (1994-1995) accanto a Margaret Cho, Un detective in corsia.
Nel 2010 recita a Broadway nel dramma Next Fall.

## Vita privata
L'attrice sposò Jace Alexander, un regista statunitense, il 6 settembre 1998, a Carmel, New York.

## Filmografia

### Cinema
- Sette minuti in Paradiso (Seven Minutes in Heaven), regia di Linda Feferman (1985)
- Un meraviglioso batticuore (Some Kind of Wonderful), regia di Howard Deutch (1987)
- Le avventure di Ford Fairlane (The Adventures of Ford Fairlane), regia di Renny Harlin (1990)
- PCU, regia di Hart Bochner (1994)
- Swingers, regia di Doug Liman (1996)
- Mickey occhi blu (Mickey Blue Eyes), regia di Kelly Makin (1996)
- Un amore a 5 stelle (Maid in Manhattan), regia di Wayne Wang (2002)
- La famiglia Savage (The Savages), regia di Tamara Jenkins  (2007)
- Phoebe in Wonderland, regia di Daniel Barnz (2008)
- Notte brava a Las Vegas (What Happens in Vegas), regia di Tom Vaughan (2008)
- Morning Glory - Il volto del mattino (Morning Glory), regia di Roger Michell (2010)
- Peace, Love & Misunderstanding, regia di Bruce Beresford (2011)
- Tutto può cambiare (Begin Again), regia di John Carney (2013)
- Un amico straordinario (A Beautiful Day in the Neighborhood), regia di Marielle Heller (2019)

### Televisione
- ABC Afterschool Specials - serie TV (1985)
- Caro presidente (Mr. President) - serie TV (1985-1988)
- Kate e Allie (Kate & Allie) - serie TV (1988)
- La parte erogena di un transessuale (Extreme Close-Up), regia di Peter Horton - Janine (1990) - film TV
- Square One TV - serie TV (1991)
- Due poliziotti a Palm Beach (Silk Stalkings) - serie TV (1993)
- Frasier - serie TV (1993)
- Tracey Takes on New York, regia di Don Scardino (1993) - film TV
- Un detective in corsia (Diagnosis Murder) - serie TV (1994)
- All-American Girl - serie TV (1994-1995)
- Central Park West - serie TV (1995)
- Pacific Blue - serie TV (1996)
- Jenifer, regia di Jace Alexander (2001) - film TV
- Law & Order: Criminal Intent - serie TV (2002)
- Curb Your Enthusiasm - serie TV (2004)
- Law & Order - I due volti della giustizia (Law & Order) - serie TV (1999-2005)
- Queens Supreme - serie TV (2007)
- Law & Order - Unità vittime speciali (Law & Order: Special Victims Unit) - serie TV (2009)
- Last of the Ninth, regia di Carl Franklin (2009) - film TV
- Bull - serie TV, episodio 5x06 (2020)

## Doppiatrici italiane
Nelle versioni in italiano delle opere in cui ha recitato, Maddie Corman è stata doppiata da:
- Rossella Acerbo in Un meraviglioso batticuore
- Alessandra Korompay in Mickey occhi blu
- Marina Thovez in Law & Order: Criminal Intent
- Giò Giò Rapattoni ne Il pericoloso libro delle cose da veri uomini